# Stachyacanthus riedelianus
Stachyacanthus riedelianus är en akantusväxtart som beskrevs av Christian Gottfried Daniel Nees von Esenbeck. Stachyacanthus riedelianus ingår i släktet Stachyacanthus och familjen akantusväxter. Inga underarter finns listade i Catalogue of Life.